# El Sàlzer (Odèn)
El Sàlzer és una de les nou entitats de població del municipi d'Odèn (Solsonès).

## Situació
Està situada a la banda occidental del terme municipal, a uns 2,5 km. a l'est de La Móra Comdal, a uns 947 m. d'altitud. No té cap nucli de poblament agrupat.

## Demografia
| Evolució demogràfica |            |            |            |                   |                   |                   |       |
| Any                  | Nucli urbà | Nucli urbà | Nucli urbà | Poblament dispers | Poblament dispers | Poblament dispers | Total |
| Any                  | Homes      | Dones      | Total      | Homes             | Dones             | Total             | Total |
| 2000                 | 0          | 0          | 0          | 3                 | 2                 | 5                 | 5     |
| 2001                 | 0          | 0          | 0          | 3                 | 1                 | 4                 | 4     |
| 2002                 | 0          | 0          | 0          | 3                 | 1                 | 4                 | 4     |
| 2003                 | 0          | 0          | 0          | 3                 | 1                 | 4                 | 4     |
| 2004                 | 0          | 0          | 0          | 3                 | 1                 | 4                 | 4     |
| 2005                 | 0          | 0          | 0          | 3                 | 1                 | 4                 | 4     |
| 2006                 | 0          | 0          | 0          | 3                 | 1                 | 4                 | 4     |
| 2007                 | 0          | 0          | 0          | 3                 | 1                 | 4                 | 4     |
| 2008                 | 0          | 0          | 0          | 3                 | 1                 | 4                 | 4     |
| Font: INE            |            |            |            |                   |                   |                   |       |